# Буйский район
Бу́йский райо́н — административно-территориальная единица (район) и муниципальное образование (муниципальный район) на северо-западе Костромской области России.
Административный центр — город Буй (в состав района не входит).

## Герб и флаг

### Герб
«В лазоревым (синем) поле между золотыми пламенеющими (с пламенем, отклоненным вверх) краями — золотой буй, к которому привешен на такой же веревке серебряный речной якорь о четырёх зубцах».
Утверждён решением Собрания депутатов Буйского муниципального района от 18.09.2003 г. № 185 и от 28.12.06. № 130.
Внесён в Государственный геральдический регистр РФ.

### Флаг
«Прямоугольное голубое полотнище с соотношением ширины к длине 2:3, воспроизводящее композицию герба: посередине полотнища изображён жёлтый буй и под ним белый якорь, соединённые вьющимся жёлтым канатом, а вдоль древка и свободного края — жёлтые полосы в виде языков пламени, ширина каждого из которых — 1/6 длины полотнища».
Утверждён решением Собрания депутатов Буйского муниципального района от 20.10.2005 № 439.
Внесён в Государственный геральдический регистр РФ.
Над разработкой символики работал авторский коллектив: К. Ф. Мочёнов, С. А. Исаев, Г. А. Туник.

### Обоснование символики
Герб и разработанный на его основе флаг, языком символов и аллегорий отражают исторические, географические и социально-экономические особенности района.
На землях Буйского района строится Костромская атомная электростанция, — об этом аллегорически говорят пламенеющие края, символизирующие также и устремление в будущее.
Острые края синей полосы (наподобие еловых лап) аллегорически указывают на большие лесные ресурсы района — лесной фонд составляет более 57 %, сельскохозяйственного назначения более 35 %. Основными отраслями сельскохозяйственной промышленности являются молочное животноводство и растениеводство.
Название района и связь с городом Буй отражено главными фигурами из гербовой композиции города — буя и якоря. Буй — сигнальный плавучий знак (поплавок) для ограждения фарватера, обозначения отмели, местоположения якоря. Вместе с тем слово «буй» означает место, открытое ветрам; по другой версии — стан, место, где жили люди.
Якорь — одна из древнейших эмблем человечества, символ надежды — означает помощь в минуту опасности.
Белый цвет (серебро) — символ веры, чистоты, искренности, чистосердечности, благородства, откровенности и невинности.
Жёлтый цвет (золото) — символ высшей ценности, богатства, величия, постоянства, прочности, силы, великодушия, интеллекта и солнечного света.
Синий цвет указывает на географическое расположение Буйского района в Верхнем Заволжье. Синий цвет — символ возвышенных устремлений, мышления, искренности и добродетели.

## География
Площадь района — 3248 км².
Основные реки — Кострома, Корега, Вёкса, Тёбза.

### Природно-ландшафтный комплекс
Рельеф района — в основном равнина, прорезанная во многих местах речными долинами. Наиболее крупная из них принадлежит реке Костроме, берущей начало в Судайском районе и протекающей с севера на юг по территории Солигаличского, Буйского, Костромского районов. В районе имеется ряд небольших озёр. Водоемы богаты рыбой.
В речных долинах расположены заливные луга с богатой растительностью, а между долинами — невысокие возвышенности, на которых раскинулись пашни и леса. В лесах преобладают хвойные породы — ель и сосна, однако в значительном количестве представлены и лиственные: береза, ольха, осина и другие.

## История
Первые упоминания о волостях, из которых впоследствии составился Буйский район, относятся к XI веку (волости Андоба (бассейн реки Андоба), Борок, Корега (бассейн реки Корега), Ликурга, Залесье, Шачабал (бассейн реки Шачи Большой — ныне Сусанинский район) и Письма). В 1433 г. Василий Темный отдал своему дяде Юрию волости Андобу, Корегу, Борок, Березовец (Галичский район) с залесьем и Шиллингу. Некоторые селения Андобского стана упомянуты в 1610 г. польским королем Сигизмундом III в дарственных грамотах. Волости Ликурга и Шачебал в 20-30-х г.г. XV века переходили от Галичских к Московским князьям и обратно. В этот период времени волости не являлись административно-территориальными единицами, образовывались в бассейнах рек и не имели постоянных границ. Управление в них осуществлялось общественными выборщинами во главе со старостами.
При первом разделе России на губернии 1708—1709 г.г. Костромская провинция (с Буйской осадой) вошли в состав Московской губернии. При втором разделе на губернии в 1778 г. при Екатерине II в Костроме было открыто наместничество, к которому отошли Галич со своими пригородами. В 1797 г. при Павле I была учреждена Костромская губерния. В числе прочих уездный город Буй объявлен заштатным (восстановлен со своим уездом лишь в 1802 году при Александре I.
25/12/1915 Прошение Виленского химзавода эвакуированного в г. Буй, о разрешении устройства в заводском здании, находящемся за р. Вёксой химического производства, соды, борной и виннокаменной кислоты, буры, разных лечебных солей и фруктовых эфиров (ГАКО опись фонда 137-2 Строительного отделения Костромского губернского правления стр 142).
Изменения волостного деления до 1917 года были незначительны.
Существенные изменения в административное деление Костромской губернии внесло Постановление Президиума ВЦИК от 24.10.23 г. «О перегруппировке и сокращении числа волостей Костромской губернии».
В Буйском районе осталось 8 волостей вместо 17.
Буйский муниципальный район был образован в соответствии с постановлением Президиума ВЦИК о районировании Костромской губернии от 8 октября 1928 г. 7 марта 1941 года часть территории Буйского района была передана в новый Ореховский район. В январе 1954 года Буй получил статус города областного подчинения и был выведен из состава района. 23 июля 1959 года к Буйскому району была присоединена часть территории упразднённого Ореховского района.
Граничит на западе с Ярославской областью, на северо-западе — с Вологодской, на востоке — с Галичским районом, на северо-востоке — с Солигаличским, на юге — с Костромским, на юго-востоке — с Сусанинским.

## Население
С вступлением в силу с 01.01.2006 года Федерального закона от 06.10.2003 г. № 131-ФЗ «Об общих принципах организации местного самоуправления в Российской Федерации», закона Костромской области «О преобразовании некоторых муниципальных образований в Буйском, Галичском, Мантуровском, Солигаличском, Шарьинском муниципальных районах и муниципальном районе город Нерехта и Нерехтский район Костромской области» и внесении изменений в Закон Костромской области «Об установлении границ муниципальных образований в Костромской области и наделении их статусом» в 2010 г. на территории Буйского муниципального района образовано 3 поселения. Одно — городское поселение поселок Чистые Боры, два сельских поселения — Центральное и Барановское.
| 2002    | 2008    | 2009    | 2010    | 2011    | 2012    | 2013    | 2014    | 2015    |
| ------- | ------- | ------- | ------- | ------- | ------- | ------- | ------- | ------- |
| 8847    | ↗12 716 | ↘12 054 | ↘11 829 | ↘11 794 | ↘11 507 | ↘11 330 | ↘11 049 | ↘10 798 |
| 2016    | 2017    | 2018    | 2019    | 2020    | 2021    |         |         |         |
| ↘10 529 | ↘10 329 | ↘10 018 | ↘9721   | ↘9489   | ↘9035   |         |         |         |

### Национальный состав
По итогам переписи населения 2020 года проживали следующие национальности (национальности менее 0,1 % и другое, см. в сноске к строке «Другие»):
| Национальность | Численность, чел. | Доля     |
| -------------- | ----------------- | -------- |
| Русские        | 8287              | 91,72 %  |
| Цыгане         | 47                | 0,52 %   |
| Украинцы       | 44                | 0,49 %   |
| Азербайджанцы  | 18                | 0,20 %   |
| Татары         | 18                | 0,20 %   |
| Киргизы        | 18                | 0,20 %   |
| Чуваши         | 16                | 0,18 %   |
| Даргинцы       | 14                | 0,15 %   |
| Лезгины        | 12                | 0,13 %   |
| Армяне         | 11                | 0,12 %   |
| Немцы          | 10                | 0,11 %   |
| Другие         | 540               | 5,98 %   |
| Итого          | 9035              | 100,00 % |

## Административное деление
Буйский район как административно-территориальная единица включает 1 городской посёлок (посёлок городского типа) и 2 поселения.
В Буйский район как муниципальный район входят 3 муниципальных образования, в том числе 1 городское и 2 сельских поселения:
| №        | Муниципальное образование | Административный центр | Количество населённых пунктов | Население (чел.) | Площадь (км²) |
| -------- | ------------------------- | ---------------------- | ----------------------------- | ---------------- | ------------- |
| 1e-06    | Городское поселение:      |                        |                               |                  |               |
| 1        | посёлок Чистые Боры       | пгт Чистые Боры        | 1                             | 4048             | 33,96         |
| 1.000002 | Сельские поселения:       |                        |                               |                  |               |
| 2        | Барановское               | деревня Бараново       | 22                            | 734              | 236,80        |
| 3        | Центральное               | посёлок Корёга         | 238                           | 4253             | 2976,92       |

### Населённые пункты
В Буйском районе 249 населённый пункт.
| №   | Населённый пункт     | Тип                             | Население | Муниципальное образование |
| --- | -------------------- | ------------------------------- | --------- | ------------------------- |
| 1   | 697 км               | железнодорожная будка           | ↘0        | Центральное               |
| 2   | Алешково             | деревня                         | ↘4        | Центральное               |
| 3   | Ананьино             | деревня                         | →0        | Центральное               |
| 4   | Андреевское          | деревня                         | →0        | Центральное               |
| 5   | Анциферово           | деревня                         | ↘1        | Центральное               |
| 6   | Аргунка              | деревня                         | →0        | Центральное               |
| 7   | Афонасково           | деревня                         | ↘5        | Центральное               |
| 8   | Афонино              | деревня                         | ↘148      | Барановское               |
| 9   | Афонино              | деревня                         | ↗3        | Центральное               |
| 10  | Бараново             | деревня                         | ↗397      | Барановское               |
| 11  | Бариново             | деревня                         | ↗3        | Центральное               |
| 12  | Барское-Махрово      | деревня                         | ↘10       | Барановское               |
| 13  | Бартенево            | деревня                         | ↘3        | Барановское               |
| 14  | Барыково             | деревня                         | ↘1        | Центральное               |
| 15  | Башмаково            | деревня                         | ↗1        | Центральное               |
| 16  | Бендино              | деревня                         | →11       | Центральное               |
| 17  | Благоногово          | деревня                         | ↗1        | Центральное               |
| 18  | Боково               | деревня                         | ↗38       | Центральное               |
| 19  | Большое Барашково    | деревня                         | →0        | Центральное               |
| 20  | Большое Молочное     | деревня                         | #Н/Д      | Центральное               |
| 21  | Большой Дор          | деревня                         | ↗225      | Центральное               |
| 22  | Борисиково           | деревня                         | →0        | Центральное               |
| 23  | Боровский Починок    | деревня                         | →7        | Центральное               |
| 24  | Борок                | село                            | ↗578      | Центральное               |
| 25  | Боярское             | деревня                         | ↗16       | Центральное               |
| 26  | Бродни               | посёлок железнодорожной станции | ↘3        | Центральное               |
| 27  | Брызгалово           | деревня                         | →0        | Центральное               |
| 28  | Будущево             | деревня                         | →0        | Центральное               |
| 29  | Ваганово             | деревня                         | ↘3        | Барановское               |
| 30  | Вакорино             | деревня                         | ↗6        | Центральное               |
| 31  | Ванево               | деревня                         | →0        | Центральное               |
| 32  | Вантино              | деревня                         | →0        | Центральное               |
| 33  | Васильевское         | деревня                         | ↘4        | Центральное               |
| 34  | Васютино             | деревня                         | ↗5        | Центральное               |
| 35  | Васятино             | деревня                         | ↘10       | Центральное               |
| 36  | Вахрушево            | деревня                         | ↗39       | Центральное               |
| 37  | Вертуново            | деревня                         | →0        | Центральное               |
| 38  | Власово              | деревня                         | ↗4        | Центральное               |
| 39  | Внуково              | деревня                         | ↘2        | Центральное               |
| 40  | Воробьёво            | деревня                         | →0        | Центральное               |
| 41  | Воскресенье          | село                            | ↗150      | Центральное               |
| 42  | Вторка               | деревня                         | →0        | Центральное               |
| 43  | Выездново            | деревня                         | →0        | Центральное               |
| 44  | Высоково             | деревня                         | →0        | Центральное               |
| 45  | Вятка                | деревня                         | ↗4        | Центральное               |
| 46  | Гавриловское         | деревня                         | ↘28       | Центральное               |
| 47  | Гагарино             | посёлок                         | ↘85       | Центральное               |
| 48  | Галкино              | деревня                         | ↗10       | Центральное               |
| 49  | Глебовское           | деревня                         | ↗20       | Центральное               |
| 50  | Глобеново            | деревня                         | ↗10       | Барановское               |
| 51  | Горка                | деревня                         | ↘1        | Центральное               |
| 52  | Горлово              | деревня                         | ↘6        | Центральное               |
| 53  | Горшково             | деревня                         | ↗48       | Центральное               |
| 54  | Григорьево           | деревня                         | ↗12       | Центральное               |
| 55  | Груздево             | деревня                         | →0        | Центральное               |
| 56  | Гульбино             | деревня                         | →0        | Центральное               |
| 57  | Гусево               | деревня                         | ↘23       | Центральное               |
| 58  | Гускино              | деревня                         | →0        | Центральное               |
| 59  | ГЭС                  | деревня                         | ↘16       | Центральное               |
| 60  | Деньгово             | деревня                         | ↘9        | Центральное               |
| 61  | Деньговская          | железнодорожная будка           | ↘2        | Центральное               |
| 62  | Дмитриевка           | посёлок                         | ↘3        | Барановское               |
| 63  | Дмитриево            | деревня                         | →0        | Центральное               |
| 64  | Дмитриевское         | деревня                         | →0        | Центральное               |
| 65  | Дмитриково           | деревня                         | →0        | Центральное               |
| 66  | Добрецово            | деревня                         | ↗166      | Центральное               |
| 67  | Дор                  | село                            | ↗190      | Центральное               |
| 68  | Дор-Павловский       | деревня                         | →0        | Центральное               |
| 69  | Дор-Переверткин      | деревня                         | ↗1        | Центральное               |
| 70  | Дор-Шача             | деревня                         | ↗2        | Центральное               |
| 71  | Дубровки             | деревня                         | ↗5        | Центральное               |
| 72  | Дудорово             | деревня                         | →0        | Центральное               |
| 73  | Дъяконово            | деревня                         | ↗82       | Центральное               |
| 74  | Дьяконка             | деревня                         | ↗1        | Центральное               |
| 75  | Елегино              | деревня                         | ↗198      | Центральное               |
| 76  | Елино                | деревня                         | →0        | Центральное               |
| 77  | Емельяново           | деревня                         | ↗3        | Центральное               |
| 78  | Еретиково            | деревня                         | →0        | Центральное               |
| 79  | Ермолино             | деревня                         | ↗3        | Центральное               |
| 80  | Жуйкино              | деревня                         | →0        | Центральное               |
| 81  | Заломаево            | деревня                         | ↘4        | Центральное               |
| 82  | Заломаево            | железнодорожный разъезд         | ↘3        | Центральное               |
| 83  | Захарово             | деревня                         | ↗112      | Центральное               |
| 84  | Золотунино           | деревня                         | →0        | Центральное               |
| 85  | Иванищево            | деревня                         | →0        | Центральное               |
| 86  | Ивановское           | деревня                         | →0        | Центральное               |
| 87  | Иваньково            | деревня                         | ↗8        | Центральное               |
| 88  | Ивонино              | деревня                         | ↘0        | Центральное               |
| 89  | Игумново             | деревня                         | ↗206      | Центральное               |
| 90  | Ильино               | деревня                         | ↗129      | Центральное               |
| 91  | Ильинское            | деревня                         | ↘1        | Центральное               |
| 92  | Ильинское            | село                            | ↘0        | Центральное               |
| 93  | Казаково             | деревня                         | →0        | Центральное               |
| 94  | Казариново           | железнодорожная станция         | ↘30       | Центральное               |
| 95  | Калинино             | деревня                         | ↘10       | Центральное               |
| 96  | Калинкино            | деревня                         | ↘0        | Центральное               |
| 97  | Каменка              | деревня                         | →0        | Центральное               |
| 98  | Камешки              | деревня                         | →0        | Центральное               |
| 99  | Каплино              | деревня                         | ↘45       | Центральное               |
| 100 | Каплинский Починок   | деревня                         | ↘2        | Центральное               |
| 101 | Карповское           | деревня                         | →0        | Центральное               |
| 102 | Карповское-на-Письме | деревня                         | ↗1        | Центральное               |
| 103 | Кирьяково            | деревня                         | ↗4        | Центральное               |
| 104 | Кисляково            | деревня                         | →0        | Центральное               |
| 105 | Княгинино            | деревня                         | →10       | Центральное               |
| 106 | Княжево              | деревня                         | →0        | Центральное               |
| 107 | Кокотово             | деревня                         | →3        | Центральное               |
| 108 | Колодино             | деревня                         | ↗30       | Барановское               |
| 109 | Колотилово           | деревня                         | ↗7        | Центральное               |
| 110 | Конищево             | деревня                         | ↗5        | Центральное               |
| 111 | Контеево             | село                            | ↗159      | Центральное               |
| 112 | Коныгино             | деревня                         | ↘5        | Центральное               |
| 113 | Корёга               | посёлок                         | ↗713      | Центральное               |
| 114 | Корёга               | разъезд                         | ↘16       | Центральное               |
| 115 | Косинское            | деревня                         | →0        | Центральное               |
| 116 | Костиново            | деревня                         | ↘100      | Барановское               |
| 117 | Кошкарово            | деревня                         | ↘0        | Центральное               |
| 118 | Кренёво              | деревня                         | ↗261      | Центральное               |
| 119 | Кринки               | деревня                         | ↗1        | Центральное               |
| 120 | Кузнецово            | деревня                         | →0        | Центральное               |
| 121 | Куницино             | деревня                         | ↗1        | Центральное               |
| 122 | Куприяново           | деревня                         | →0        | Центральное               |
| 123 | Куребрино            | деревня                         | ↗119      | Центральное               |
| 124 | Курилово             | деревня                         | ↗38       | Центральное               |
| 125 | Куриловский Починок  | деревня                         | ↗29       | Центральное               |
| 126 | Кусакино             | деревня                         | ↗8        | Центральное               |
| 127 | Леоново              | деревня                         | →3        | Центральное               |
| 128 | Ликурга              | село                            | ↗351      | Центральное               |
| 129 | Липятино             | деревня                         | ↗16       | Центральное               |
| 130 | Лобановка            | деревня                         | →0        | Центральное               |
| 131 | Логиново             | деревня                         | ↘8        | Центральное               |
| 132 | Лоходомово           | деревня                         | ↗8        | Центральное               |
| 133 | Лошниково            | деревня                         | →0        | Центральное               |
| 134 | Лужок                | село                            | ↗187      | Центральное               |
| 135 | Лытавино             | деревня                         | →4        | Центральное               |
| 136 | Макарий              | погост                          | ↗12       | Центральное               |
| 137 | Малавино             | посёлок                         | ↗1        | Центральное               |
| 138 | Малое Барашково      | деревня                         | →0        | Центральное               |
| 139 | Малое Молочное       | деревня                         | ↗25       | Центральное               |
| 140 | Малое Федорково      | деревня                         | ↘0        | Центральное               |
| 141 | Малое Яковлевское    | деревня                         | ↘6        | Центральное               |
| 142 | Мальгино             | деревня                         | →6        | Центральное               |
| 143 | Маслово              | деревня                         | ↘2        | Центральное               |
| 144 | Матвеево             | деревня                         | ↘2        | Центральное               |
| 145 | Матвейково           | деревня                         | →3        | Барановское               |
| 146 | Махрово              | железнодорожный разъезд         | ↘99       | Барановское               |
| 147 | Махрово              | село                            | ↗74       | Барановское               |
| 148 | Мельниково           | деревня                         | →0        | Центральное               |
| 149 | Мешково              | деревня                         | ↗62       | Центральное               |
| 150 | Мизрино              | деревня                         | ↗20       | Центральное               |
| 151 | Митяево              | деревня                         | ↗1        | Центральное               |
| 152 | Михеево              | деревня                         | ↘5        | Центральное               |
| 153 | Молога               | деревня                         | ↘62       | Барановское               |
| 154 | Мыс                  | деревня                         | ↗5        | Центральное               |
| 155 | Мягково              | деревня                         | ↗1        | Центральное               |
| 156 | Нагорное             | деревня                         | →0        | Центральное               |
| 157 | Натальино            | деревня                         | ↘10       | Центральное               |
| 158 | Нижнее               | деревня                         | ↘2        | Центральное               |
| 159 | Николо-Залесье       | село                            | ↘3        | Центральное               |
| 160 | Николо-Чудца         | село                            | →0        | Центральное               |
| 161 | Новинки              | деревня                         | ↘2        | Центральное               |
| 162 | Новографское         | деревня                         | ↗6        | Центральное               |
| 163 | Новосёлки            | деревня                         | →0        | Центральное               |
| 164 | Ногавицыно           | деревня                         | →0        | Центральное               |
| 165 | Ноздрино             | деревня                         | →0        | Центральное               |
| 166 | Носково              | деревня                         | ↗2        | Центральное               |
| 167 | Обиженово            | деревня                         | ↗2        | Центральное               |
| 168 | Обухово              | деревня                         | ↗41       | Центральное               |
| 169 | Овсяниково           | деревня                         | →18       | Центральное               |
| 170 | Ожогово              | деревня                         | →0        | Центральное               |
| 171 | Ососово              | деревня                         | →0        | Центральное               |
| 172 | Ощепково             | деревня                         | ↗3        | Центральное               |
| 173 | Павловское           | село                            | ↗4        | Центральное               |
| 174 | Пакшино              | деревня                         | →0        | Центральное               |
| 175 | Панино               | деревня                         | ↘0        | Центральное               |
| 176 | Паршутино            | деревня                         | ↗6        | Барановское               |
| 177 | Пескотнево           | деревня                         | →0        | Барановское               |
| 178 | Печенга              | деревня                         | ↗5        | Центральное               |
| 179 | Пигалицино           | деревня                         | ↗1        | Центральное               |
| 180 | Пилатово             | деревня                         | →0        | Центральное               |
| 181 | Пилятино             | село                            | ↘33       | Центральное               |
| 182 | Пирогово             | деревня                         | ↘14       | Центральное               |
| 183 | Плещеево             | село                            | →0        | Центральное               |
| 184 | Полеталово           | деревня                         | →0        | Центральное               |
| 185 | Поповка              | деревня                         | ↗52       | Центральное               |
| 186 | Потапово             | деревня                         | →0        | Центральное               |
| 187 | Прибытково           | деревня                         | ↗1        | Центральное               |
| 188 | Пургасово            | деревня                         | →0        | Центральное               |
| 189 | Пурково              | деревня                         | →0        | Центральное               |
| 190 | Пустыня              | деревня                         | ↗1        | Центральное               |
| 191 | Ратьково-Рожново     | железнодорожная станция         | →4        | Центральное               |
| 192 | Рогозки              | деревня                         | ↘2        | Центральное               |
| 193 | Романцево            | село                            | ↗143      | Центральное               |
| 194 | Русиново             | деревня                         | ↗2        | Центральное               |
| 195 | Рябцово              | деревня                         | →0        | Центральное               |
| 196 | Саловское            | деревня                         | →0        | Центральное               |
| 197 | Сафоново             | деревня                         | ↘4        | Барановское               |
| 198 | Семейкино            | деревня                         | ↘8        | Центральное               |
| 199 | Семёнково            | деревня                         | ↗1        | Центральное               |
| 200 | Семёнково-на-Корёге  | деревня                         | ↗6        | Центральное               |
| 201 | Семёновское          | деревня                         | ↘1        | Центральное               |
| 202 | Слободка             | деревня                         | ↗3        | Центральное               |
| 203 | Слон                 | деревня                         | ↗1        | Центральное               |
| 204 | Смольница            | село                            | ↗2        | Центральное               |
| 205 | Соколово             | деревня                         | →0        | Центральное               |
| 206 | Сокольниково         | деревня                         | →5        | Центральное               |
| 207 | Спас                 | деревня                         | ↗16       | Центральное               |
| 208 | Старостино           | деревня                         | →0        | Центральное               |
| 209 | Стефаново            | деревня                         | →0        | Барановское               |
| 210 | Счастливое           | деревня                         | →0        | Центральное               |
| 211 | Талица               | деревня                         | ↗1        | Барановское               |
| 212 | Талица               | посёлок                         | ↗672      | Центральное               |
| 213 | Телешово             | деревня                         | ↗17       | Центральное               |
| 214 | Тетерино             | деревня                         | ↘39       | Центральное               |
| 215 | Тимофеево            | деревня                         | ↗14       | Центральное               |
| 216 | Тимошкино            | деревня                         | →0        | Центральное               |
| 217 | Токарево             | деревня                         | ↗6        | Центральное               |
| 218 | Толстиково           | деревня                         | ↗19       | Центральное               |
| 219 | Трофимово            | деревня                         | ↘8        | Центральное               |
| 220 | Трухино              | деревня                         | →0        | Центральное               |
| 221 | Тюшково              | деревня                         | →0        | Барановское               |
| 222 | Угольское            | деревня                         | ↘29       | Центральное               |
| 223 | Угольское            | железнодорожный разъезд         | →0        | Центральное               |
| 224 | Узково               | деревня                         | →0        | Центральное               |
| 225 | Упыревка             | деревня                         | ↘2        | Центральное               |
| 226 | Ушаково              | село                            | ↘4        | Центральное               |
| 227 | Федотово             | деревня                         | ↗4        | Центральное               |
| 228 | Ферапонт             | село                            | ↘9        | Центральное               |
| 229 | Фролово              | деревня                         | ↘10       | Центральное               |
| 230 | Харнево              | деревня                         | ↗1        | Центральное               |
| 231 | Холм                 | деревня                         | ↗30       | Центральное               |
| 232 | Холодилово           | деревня                         | ↗1        | Центральное               |
| 233 | Хореново             | деревня                         | →0        | Центральное               |
| 234 | Хорошево             | деревня                         | →0        | Центральное               |
| 235 | Царево               | деревня                         | ↗10       | Центральное               |
| 236 | Центральный          | посёлок                         | ↗13       | Барановское               |
| 237 | Чадово               | деревня                         | →0        | Центральное               |
| 238 | Чистые Боры          | пгт                             | ↘4048     | посёлок Чистые Боры       |
| 239 | Чумсаново            | деревня                         | ↗2        | Центральное               |
| 240 | Шульгино             | деревня                         | ↗1        | Центральное               |
| 241 | Шумовица             | деревня                         | ↘11       | Центральное               |
| 242 | Шушкодом             | посёлок железнодорожной станции | ↗401      | Центральное               |
| 243 | Шушкодом             | село                            | ↘75       | Центральное               |
| 244 | Щелыково             | деревня                         | →0        | Центральное               |
| 245 | Щепино               | посёлок                         | →0        | Центральное               |
| 246 | Юрецкие              | деревня                         | ↘31       | Центральное               |
| 247 | Ягилево              | деревня                         | ↘0        | Центральное               |
| 248 | Яковлевское          | деревня                         | ↗71       | Центральное               |
| 249 | Ястребово            | деревня                         | →0        | Центральное               |

Постановлением Правительства Российской Федерации от 6 июля 1999 года новому селу присвоено наименование Ферапонт, а новой деревне — Воробьево.
Упразднённые населённые пункты
- 2003 год — деревни Антоново, Новое Кубово, Андреяновское, Ульяново, Фатьяново, Глазово, Койдорово, Мартьяново, Аносово, Ефимьево, Пшеничниково, Ляхово, Селиваново, Детково и поселок Карповский[26]
- 2004 год — деревни Алютино, Цепино, Рожново, Шеино[27]
- 2006 год — деревни Гришино и Сосновка[28]
- 2024 год — деревни Абатурки, Антушево, Баранниково, Глебово, Емелино, Калита, Коныгинский Починок, Кустово, Макриды, Малафеево, Михнево, Фоминское.

## Известные уроженцы и жители Буйского района
- Абатуров, Константин Иванович — писатель.
- Троицкий, Михаил Сергеевич (1901—1937) — индолог, санскритолог. Сын владелицы усадьбы Нижнее Ферапонтовской вол. Александры Викторовны Троицкой (урожд. Травиной)[29].
- Румянцев, Александр Евдокимович (1921—1977) — Герой Советского Союза, родился в деревне Заполье.
- Самарянов, Василий Алексеевич — историк.
- Трухинов, Константин Матвеевич (1905—1944) — Герой Советского Союза.

## Средства массовой информации
- Газета «Буйская правда».
- Медиа Группа «ТРК Буй ТВ».
- Медиа Группа «Вариант».
- Информационный бюллетень «Буйские ведомости», издаётся с января 2011 года.

## Экология
Экологическая обстановка хорошая. Этому способствует отсутствие на территории района вредных промышленных производств. Имеется возможность производить экологически чистые продукты питания.
Леса богаты ягодами, грибами, орехами. Разрешена сезонная охота на диких животных (лось, кабан, медведь, заяц, лиса, бобр, барсук, белка, куница и др.) и птицу (утка, тетерев, глухарь и др.).
По территории района протекают Кострома, Вёкса, Корёга, Монза, Тёбза, Письма и другие реки и речушки с живописными берегами, глубокими омутами и песчаными перекатами. Это прекрасные места для рыбной ловли и разнообразного отдыха.

## Промышленность и сельское хозяйство
Агропромышленный комплекс района играет важную роль в социальноэкономической жизни Буйского муниципального района.
В районе функционируют 7 сельскохозяйственных предприятий различных форм собственности, 8 крестьянских (фермерских) хозяйств, около трех тысяч личных подсобных хозяйств, 2 молокоперерабатывающих предприятия: ООО «Воскресенье» и ООО «Воскресенский сыродел» производят более 50 % валового районного продукта.
— ООО «Воскресенье Агро» приступили к реализации инвестиционного проекта, который был одобрен на Совете по инвестициям при губернаторе области, по реконструкции производства и переработке молока. На предприятии в первые в районе начали осваивать новую технологию селекции дойного стада и созданию репродуктора по разведению чистопородной Голштинской породы. Данное поголовье крупного рогатого скота молочного направления будет обладать в 3-4 раза более высоким молочным потенциалом. Подсажено к коровам 150 доз эмбрионов Голштинской породы, из которых получено 80 голов молодняка.
На предприятии проведена реконструкция и модернизация молочно-товарной фермы на 200 голов КРС, 2-хтелятников на 450 голов. Ведется реконструкция молочнотоварной фермы на 200 голов в д. Куребрино. Для проведения полевых, кормозаготовительных и уборочных работ приобретаются современные высокопроизводительные машины и агрегаты, новые кормоуборочные и зерноуборочные комбайны, трактора.
— ООО "Агрофирма «Планета» реализует проект по созданию племенного центра Костромской породы. Для этого были закуплено племенные нетелей и телки Костромской породы. Совместно с научно-производственным «Центр технологии и трансплантации эмбрионов» ведется работа по эмбрионизации поголовья дойного стада. Разработана программа "Селекционно-племенной работы по формированию высокопродуктивного стада Костромской породы в ООО «Агрофирма „Планета“2014-2023гг» (1000коровпродуктивностью 6500кг). В д. Игумново реконструирован животноводческий комплекс на 668 голов крупного рогатого скота, в том числе 208 голов дойного стада, выгульными площадками на 400 голов, телятником-профилакторием на 60 голов. Построен зерносушильный комплекс и комбикормовый завод. Проведена реконструкция и модернизация животноводческого комплекса в д. Пурково на 500 голов крупного рогатого скота, с выгульными площадками на 200 голов и закрытым кормовым столом.
Переработку молока и производство сыра, масла животное, цельномолочной продукции осуществляют ООО «Воскресенье», ООО «Воскресенский сыродел».
Предприятие ООО «Воскресенский сыродел» образовано в 2004 году. Производимая продукция сертифицирована и соответствует ГОСТу. В рамках реализации инвестиционного проекта в 2012 году построен новый цех по переработке молока, новое сырохранилище. Новый цех оснащен по последнему слову техники. На сегодня «Воскресенский сыродел» перерабатывает до 25 тонн молока в сутки, в летний период — до 30 тонн. В скором времени объём сырья, которое сможет принять завод, возрастет до 80 тонн в сутки. В настоящее время производятся следующие виды сыров: Воскресенский, Голландский, Костромской, Пошехонский, Российский, Гауда, Маасдам, Костромской легкий, самое качественное молоко идет на производство новинки — сыра «Воскресенский пармезан». Продукция «Воскресенского сыродела» реализуется в Костромской области, поставляется в г. Москву, Вологду, другие близлежащие регионы.
Ещё одно предприятие отрасли — ЗАО "Птицефабрика «Буйская». Ведет свою историю с 1961 года. В 2007 году здесь была проведена реконструкция цехов, установлено новое современное итальянское оборудование. Увеличено поголовье птицы, завезено новая порода кур-несушек. На территории в несколько гектаров размещены три промышленных корпуса, и в каждом из них находятся куры определённого возраста: молодняк 5-6 месяцев, 10-11-месячные птицы и 17-18-месячные. В основном, на птицефабрике содержатся немецкие куриные породы, такие, как ломан и хайсекс. Кроме промышленных корпусов, на территории построен цех по заготовке кормов. С 2002 года активно ведется реконструкция птицеводческих цехов с установкой оборудования фирмы «Биг Дайчмен». Новое оборудование позволяет увеличить количество содержащейся птицы без ввода дополнительных площадей. Все технологические процессы автоматизированы, что существенно облегчило труд птицеводов. В настоящее время птицефабрика выпускает около десяти видов продукции (яйцо различных категорий, мясо и мясопродукты), которая пользуется спросом не только в нашем регионе, но и в Московской, Ивановской, Ярославской, Вологодской областях.
Химическое производство на территории района представлено предприятием ОАО «Буйский химический завод». ОАО «БХЗ» — одно из крупнейших предприятий в России по производству специальных видов удобрений для различных отраслей растениеводства, а также по выпуску продукции технического назначения для строительной, нефтегазовой, металлургической, текстильной, кожевенной и других отраслей промышленности. Удобрения адаптированы ко всем современным технологиям, которые используются в настоящее время в сельском хозяйстве.
Лесная отрасль представлена в основном предприятиями: ООО «Стройлеспром», ООО «Дружба — К», ООО «Велес Гранд».
Реализуются инвестиционные проекты по углубленной переработке древесины. Их выполнение направлено на создание дополнительных рабочих мест, обеспечение учреждений и населения топливом, увеличение налоговых поступлений в бюджеты всех уровней.
Наиболее значимым предприятием в лесопромышленном комплексе на территории Буйского муниципального района является ООО «Стройлеспром». Предприятием был реализован Инвестиционный проект малого предприятия по заготовке и переработке древесины (в два этапа: 1 Этап — на 2010—2015 годы, 2 Этап — на 2012—2017 годы). В ходе реализации проекта был закуплен лесозаготовительный комплекс и лесовозный тягач. Произведена реконструкция лесопильного цеха, закуплено новое оборудование для лесопильного цеха. Также куплен плуг для обработки арендованных лесов. В 2014 году предприятие получило субсидии на возмещение затрат по приобретению основных средств. Размер субсидии составил 3 млн.руб., на предоставленные средства предприятие закупило тягач МАЗ. Объём инвестиций за годы реализации проектов составил 31 млн.руб.

## Праздники
- Областной литературный праздник, посвященный Ю. В. Жадовской, — ежегодный литературный праздник, в рамках которого проводятся научно-практические конференции и посещение могилы поэтессы в с. Воскресенье.
- Фестиваль детского игрового фольклора «Вейся, венок, завивайся!» проводится ежегодно в одном из поселений района. В программе: выступление детских фольклорных коллективов, вовлечение зрителей в старинные народные игры, рассказы о народных традициях и обычаях.